# مبرهنة فيرما حول مجموع مربعين

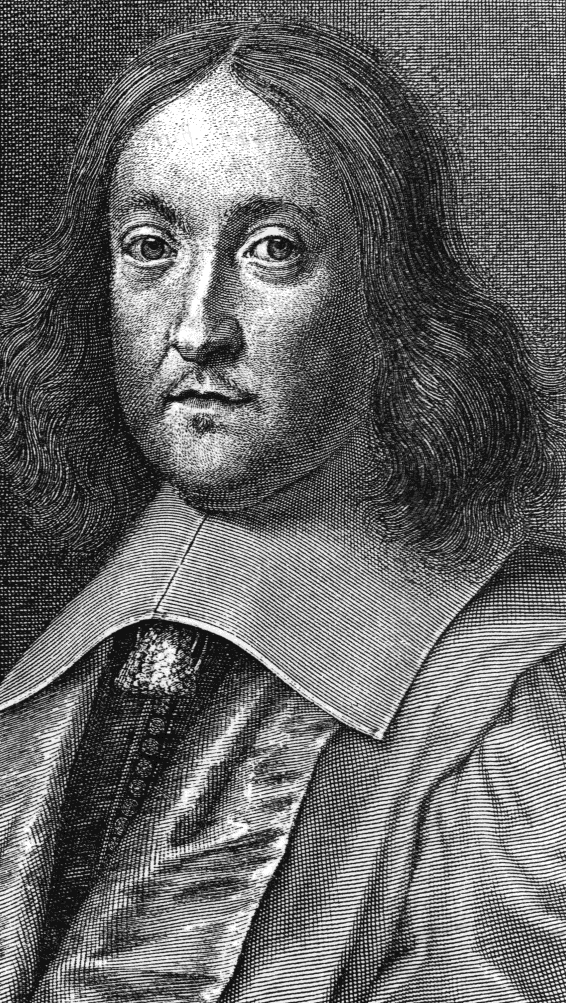

من أجل العمل على باقي مبرهنات فيرما، انظر إلى مبرهنة فيرما
في نظرية الأعداد المتطرقة إلى المجاميع، مبرهنة بيير دي فيرما حول مجموع مربعين تنص على أن أي عدد أولي فردي يكتب على الشكل
{\displaystyle p=x^{2}+y^{2},\,}
حيث x وy عددان صحيحان، إذا وفقط إذا
{\displaystyle p\equiv 1{\pmod {4}}.}
على سبيل المثال، الأعداد الأولية 5 و13 و17 و29 و37 و41 كلها تساوي 1 بتردد 4 ويمكن لها أن تكتب على شكل مربعين اثنين كما يلي:
{\displaystyle 5=1^{2}+2^{2},\quad 13=2^{2}+3^{2},\quad 17=1^{2}+4^{2},\quad 29=2^{2}+5^{2},\quad 37=1^{2}+6^{2},\quad 41=4^{2}+5^{2}.}
في الجانب الآخر، الأعداد الأولية 3 و7 و11 و19 و23 و31 كلها تساوي الثلاثة بتردد أربعة، ولا يمكن كتابتها على شكل مجموع مربعين.

## التاريخ
ألبير جيرار كان هو أول من لاحظ هذا الأمر.

## أعداد غاوس الأولية
انظر إلى عدد صحيح غاوسي.